# Marquesado de Vinent
El marquesado de Vinent es un título nobiliario hereditario del Reino de España que la reina Isabel II otorgó a Antonio Vinent y Vives el 15 de junio de 1868. 

## Marqueses de Vinent
|                        | Titular                               | Periodo                |
| Creación por Isabel II | Creación por Isabel II                | Creación por Isabel II |
| ---------------------- | ------------------------------------- | ---------------------- |
| I                      | Antonio Vinent y Vives                | 1868-1887              |
| II                     | Isabel Vinent y O'Neill               | 1890-1919              |
| III                    | Antonio de Hoyos y Vinent             | 1920-1940              |
| IV                     | José Mª de Hoyos y Vinent             | 1941-1959              |
| V                      | Alfonso de Hoyos y Sánchez            | 1960-1979              |
| VI                     | Juan Manuel Hoyos y Martínez de Irujo | 1979-                  |

## Concesionario natural de Menorca

### Infancia y juventud
Antonio Vinent, junto con sus hermanos José y Francisco, hizo fortuna como traficante de esclavos en los años 30 del siglo XIX. Desarrolló sus actividades como capitán de barcos negreros traficando entre el golfo de Guinea y las posesiones españolas en las Antillas. Los hermanos Vinent llegaron a establecer una factoría negrera en la isla de Corisco, hasta que la persecución de la marina británica contra el tráfico de esclavos les forzó a abandonar tal actividad. Antoni Vinent finalizó su carrera de marino en Portugal.

### Obra y legado
Se estableció en 1844 en Cádiz como banquero y naviero. Ocupó tres veces el cargo de concejal del ayuntamiento, así como vocal de la Junta de Comercio, cónsul del Tribunal de Comercio y Presidente de la Comisión directiva del depósito del puerto de Cádiz “contándose entre los muchos servicios que prestó, el de la construcción del ferrocarril gaditano, el de la mejora de aquel puerto y el de la dotación de agua potable a aquella ciudad”. En 1860 fijó su residencia en Madrid. Fue Diputado provincial y Vicepresidente de la Junta de Agricultura, Industria y Comercio, Comisionado del Ministerio de Marina en Londres y Senador vitalicio, además de otros importantes cargos (Presidente de la Sociedad del Timbre y de la Compañía de Ferrocarril de Medina del Campo a Salamanca y del Crédito general de ferrocarriles). Protagonizó iniciativas financieras destacadas como la fundación de los Bancos de Castilla y del Hispano Colonial de Barcelona, representando a aquel formó parte de la Junta Consultiva de la Compañía para la venta y explotación del barrio de Salamanca.

## Genealogía
- I., Antonio Vinent y Vives (m. Madrid, 31 de julio de 1887),[4] fue hijo de José Vinent -propietario y banquero- y de Juana Mª. Vives, fue Senador vitalicio, collar y gran cruz de Carlos III y de Isabel la Católica, Gentilhombre de cámara con ejercicio del rey, se casó con Ana O’Neill y Alves, (m. 16 de enero de 1874), hermana del I vizconde de Santa Mónica en Portugal, e hija de José María O’Neill, Jefe de la Casa irlandesa de los O’Neill de Clanaboy, Cónsul General de Dinamarca, Bélgica y Grecia en Lisboa y de Ludovina de Jesús Alves Solano. Su segunda hija, Valentina, casó con el I marqués de Villalobar, Rodrigo de Saavedra y Cueto, teniendo por hijo al diplomático, Rodrigo de Saavedra y Vinent, II marqués de Villalobar.

- II., Isabel Vinent y O' Neill (Cádiz 19 de julio de 1843-París, 23 de noviembre de 1919), fue Dama de la Orden de María Luisa y se casó en Madrid el  27 de noviembre de 1861) con Isidoro María de Hoyos y de la Torre (Sopeña, 14 de enero de 1839-8 de abril de 1900), II marqués de Hoyos,  II vizconde de la Manzanera, grande de España de 1.ª clase (1876), Caballero de la Orden de San Juan y Real Maestranza de Zaragoza, gran cruz de la Orden de San Gregorio Magno, licenciado en Jurisprudencia y Derecho Administrativo, Ministro Plenipotenciario, Concejal, Teniente-Alcalde, Diputado Provincial y Diputado a Cortes por la provincia de Madrid, Diputado a Cortes por el distrito de Infiesto (Oviedo), Gentilhombre de cámara con ejercicio y servidumbre del rey Alfonso XII, Académico electo de la Real de la Historia.

- III. Antonio de Hoyos y Vinent (Madrid, 1885-1940), fue periodista y narrador español, perteneciente a la corriente estética del decadentismo.[5]

- IV. José María de Hoyos y Vinent, III marqués de Hoyos G. E., III marqués de Zornoza, III vizconde de Manzanera y, a la muerte de su hermano, IV marqués de Vinent en 1943. Coronel de artillería, senador por derecho propio en 1921, Gentilhombre de cámara con ejercicio y servidumbre, consejero de Estado, Ministro de la Gobernación, Alcalde de Madrid de 1930 a 1931, presidente de la Cruz Roja Española, gobernador de la Cruz Roja Internacional, presidente de la Compañía de las Marismas del Guadalquivir, de Minas de Potasa de Suria, de la Compañía de Colonial de África, consejero de Tabacalera, de Motor Ibérica y del Banco Vitalicio de España, Gran Cruz de Carlos III140, Cruz de San Mauricio y San Lázaro, de San Gregorio Magno, Corona de Italia, Nuestra Señora de Villaviciosa de Portugal, de San Hermenegildo, cruces Roja y Blanca del Mérito Militar, Gran Placa de Honor y Mérito de La Cruz Roja Española, Gran oficial de la Legión de Honor de Francia. Nació en Madrid el 15 de mayo de 1874, casó en Jerez de la Frontera, Cádiz, el 8 de noviembre de 1901, con Isabel Concepción Sánchez y de Hoces, XI duquesa de Almodóvar del Río, XIV marquesa de Almodóvar del Río, IX marquesa de la Puebla de los Infantes, G. E. Nacida en Jerez de la Frontera el 3 de febrero de 1875, hija de Juan Manuel Sánchez y Gutiérrez de Castro, ministro de Estado, y de Genoveva de Hoces y Fernández de Córdova, VIII duquesa de Almodóvar del Río y X marquesa de la Puebla de los Infantes. Dama de la Reina Victoria Eugenia. Falleció esta Señora el 24 de mayo de 1947 en Madrid, y su marido José María de Hoyos también en Madrid el 1 de abril de 1959.

- V. Alfonso de Hoyos y Sánchez, es el V marqués de Vinent, IV marqués de Hoyos, XII duque de Almodóvar del Río, XV marqués de Almodóvar del Río, dos veces G. E. Nació en Madrid el 5 de mayo de 1906 y murió en Madrid el 15 de julio de 1995. Casó en San Sebastián el 4 de junio de 1937 con María Victoria Martínez de Irujo y Artazcoz, nacida en San Sebastián el 18 de agosto de 1912, hija de Pedro Martínez de Irujo y Caro duque de Sotomayor y de María Artazcoz y Labayen. Fue dama de la Real Maestranza de Zaragoza. Murió en Madrid el 4 de enero de 2012. Alfonso de Hoyos y Sánchez, fue abogado del Estado, -número tres de su promoción- el 5 de junio de 1928, y oficial letrado del Consejo de Estado.

- VI. Juan Manuel de Hoyos y Martínez de Irujo,[6] es hijo de Alfonso de Hoyos y Sánchez (m. 15 de julio de 1995) XII duque de Almodóvar del Río,[7] y de María Victoria Martínez de Irujo y Artázcoz Caro Labayen (m. 4 de enero de 2012),[8] (de los duques de Sotomayor), habiendo casado con Mary Ann Miller Murias.